# JD Davis
David Henrard, más conocido como JD Davis y Dave Davis es un cantante, compositor y productor belga, nacido el 13 de abril de 1973.

## Biografía
Comenzó su carrera artística en el sello discográfico Bonzai RECORDS a los 18 años de edad con la edición de su sencillo "Transfiguration" bajo el alias Dave Davis. Se ganó un nombre dentro de la escena electrónica prestando su voz y colaborando en la composición de destacadas producciones como «Closer to Me» de Chab, y para trabajos con David Guetta («The World is Mine» e «In Love with Myself»)
Fue elegido mejor artista internacional en los "Premios de la Música Dance 2006" en Kiev (Ucrania).
Conocido por sus cualidades tanto como DJ y vocalista, también cuenta colaboraciones de estudio con artistas tales como Antoine Clamaran, Joachim Garraud, Kiko, Playgroup (Trevor Jackson) y Tocadisco. Desde 2012, vuelve a adoptar el alias Dave Davis donde trabaja con Skye Edwards, conocida por ser la voz de Morcheeba y con el DJ y productor belga Kolombo, editando varios de sus lanzamientos por las discográficas LouLou y Skint.

## Discografía

### Sencillos
Como JD Davis
- 2000: “Funky Fantasy”
- 2006: “Bocca”
- 2007: “Goodthing”
- 2008: “Thrill Factor (World Cup 2008)”
- 2009: “Life In The Extreme”
- 2010: “Promised Land 2010”
- 2010: “Moscow Discow” (con Telex)

Sencillos como Dave Davis
- 1995: “Transfiguration”[5]
- 1998: “Mortal Bass”
- 1999: “Disco Salsa”
- 2000: “Mutation”
- 2001: “Underground Subway”
- 2001: “Resource”
- 2004: “More Element”
- 2013: “Up”
- 2013: “Changed” (con Skye Edwards)
- 2014: “Girlz In Wonderland” (con Kolombo)
- 2014: “Century”
- 2014: “Back Again”

### Colaboraciones
- 2002: Sinema – Love Emulator
  - “All You Give Me
  - “In My Eyes”
  - “Panorama”
  - “Confusion / The Riddle”
  - “Living It Up ”
  - “Innocent Girl”

- 2003: Jonathan & Bradley – Coconuts

- 2004: Kiko – Pirate EP
  - “Planet Earth”

- 2004: David Guetta – Guetta Blaster
  - “The World Is Mine”
  - “In Love with Myself”

- 2005: Chab – “Dub, Edits And Whisky-Coke”
  - “Closer To Me”
  - “Monster”
  - “Lover”

- 2005: DJ Sonic – Higher

- 2006: Jonathan & Bradley – Manhattan
- 2006: DB Boulevard – “Change Of A Miracle”
- 2006: No Star System – No Star System
- 2006: Yves Larock – “Losing Track Of Time”

- 2007: Chab – Aeiou
  - “Girlz”

- 2008: Chab
  - “Get High”
  - “Lonely”

- 2007: David Guetta – “Pop Life”
  - “Winner Of The Game”
  - “This Is Not A Love Song”
  - “Always”

- 2009: Tocadisco – “Toca 128.0 FM”
  - “Breakdown”

- 2010: Yves Larock – “Don't Turn Back”
- 2010: DJ Ralph & JD Davis – “Good Thing”
- 2011: Cristian Marchi & Gianluca Motta – “Love Comes Rising”
- 2013: Kolombo – Looking For Something EP
  - “Looking for Something”
  - “Looking for Dub”
  - “Go for It”
- 2014: Titus1 vs Travis Lydiatt & DJ Villa – “Second Hand Love”

### Remixes
- 2012: Skye – Nowhere (Dave Davis Remix)
- 2014: Tough Love feat. Nastaly – Closed the Door (Dave Davis Remix)